# Protestantse kerk (Nieuw-Vossemeer)

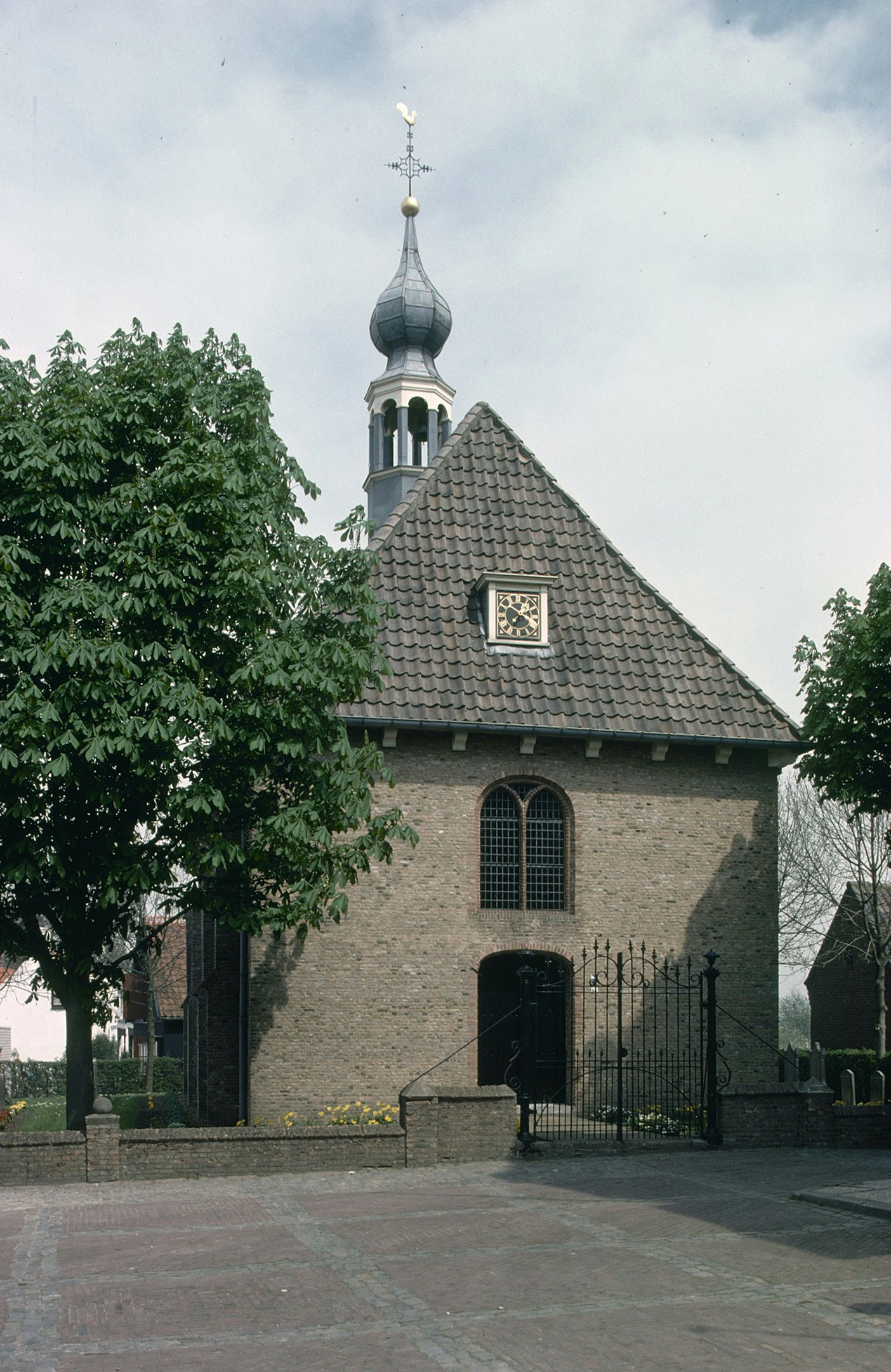
De kerk in 1977

De Protestantse kerk is een protestants kerkgebouw in de plaats Nieuw-Vossemeer in de Nederlandse gemeente Steenbergen. Het rijksmonument is gelegen aan de Voorstraat 48.

## Geschiedenis
Deze kerk werd gebouwd in 1649 ten behoeve van de hervormde eredienst. Nieuw-Vossemeer werd pas in 1609 herbouwd en behoorde toen bij Zeeland; er waren garnizoenen gestationeerd. 
In 1849 kreeg de kerk een nieuwe voorgevel.
Sinds 2007 wordt het kerkje ook voor burgerlijke huwelijken gebruikt. 

## Gebouw
Het betreft een eenvoudig zaalkerkje onder schilddak met in het midden een klokkentorentje met lantaarn en peervormige spits. Dit torentje werd in 1849 aangebracht. Voordien was er een geveltoren. In het torentje hangt een klok uit 1652. 
De kerk heeft spitsbogige vensters en een vlakke zoldering.